# 人形美術協会
一般財団法人人形美術協会（にんぎょうびじゅつきょうかい）は、東京都渋谷区に本部を置き、人形に関する研究調査事業、国際交流事業などを実施している法人。元文部科学省文化部芸術文化課所管。

## 目的
人形美術協会の設立目的は、「この法人は、人形芸術の普及向上を図るとともに、人形に関する研究、調査および国際交流を行い、もってわが国の文化の発展に寄与することを目的とする」（協会機関紙「緋楽」より抜粋転載）とされている。

## 概要
人形美術協会は、文部大臣認可の公益法人として、主務官庁である文化庁の管轄のもと、東京本部と大阪本部を中心に、全国約10,000名の正会員と150余の支部がある。付属の東京人形学院の卒業生を含めると、延べ130万名の人形愛好家を擁する財団法人であり、日本随一の「人形芸術振興分野の公益法人」である。
人形美術協会は、半世紀以上にわたり日本の人形の普及向上をめざし、積極的な事業の展開によって数々の実績を有している。
- 設　立：1969年（昭和44年）11月　設立
- 会　長：佐々木ベジ
- 理事長：中里敏夫
- 本部所在地：東京都渋谷区代々木1-57-3

## 事業
人形美術協会の事業は概ね以下のとおりである。
- 人形美術展、研究会、講習会等の開催
- 人形芸術に関する調査、研究および図書文献の収集整備
- 人形愛好者の育成・指導のための教室の設置と教材の提供
- 人形の創作活動を通じての青少年情操教育
- 日本人形を通じた海外との交流および留学生の招聘
- 古典人形の収集、保存および展示公開
- 人形美術に関する図書出版及び機関誌等の発行

（協会機関紙「緋楽」より抜粋転載）

## 所蔵品
人形美術協会は、日本有数の古人形コレクションと評される「観方コレクション」を所蔵している。日本画家であり、風俗研究家であり、人形美術協会の特別顧問であった吉川観方が、生涯をかけて蒐集した古人形の集大成こそ、「観方（かんぽう）コレクション」である。
吉川観方により収集された人形コレクションは、宮家や公家・武家等に伝わった古典人形から、一般庶民の暮らしと共にあった素朴な郷土人形など種類も多岐にわたっており、質、量ともに日本有数であるとして、観方コレクションは人形・文化関係者には遍く知られるところである。
人形美術協会の観方コレクションは、儀礼用、愛玩用、装飾用、鑑賞用、美術工芸品というように幾つにも分かれ、平安時代から発展してきて江戸時代に至った、日本の人形の歴史がわかると同時に、人々の生活の歴史がうかがえるものになっている。コレクションの人形は、伝来・製作年代・作者等が明らかなものも多く、人形美術協会ではこの貴重な文化遺産であるコレクションの保存と研究にも力を入れているとしている。観方コレクションは、以下の9つの人形カテゴリーに分類収集されている。
1. 古代人形（ひとがた）
2. 御所人形
3. 加茂人形
4. 奈良人形
5. 嵯峨人形
6. 衣装人形
7. 美女人形と役者人形
8. 機巧（からくり）人形
9. 土人形

## あゆみ
- 1954年（昭和29年）6月 - 東京・渋谷区松涛町に東京人形学院設立。
- 1962年（昭和37年）6月 - 全日本人形師範会設立。日本の人形師範の大同団結促進。
- 1963年（昭和38年）10月 - 北白川祥子、全日本人形師範会名誉会長に就任。機関誌「緋楽」創刊。
- 1964年（昭和39年）11月 - 世界各国から参加のパラリンピック選手に人形100体贈呈。
- 1965年（昭和40年）8月 - 北白川祥子、全日本人形師範会総裁に就任。
- 1965年（昭和40年）10月 - 東京・日本橋三越本店で第1回人形美術展開催。
- 1967年（昭和42年）6月 - 吉川観方を主宰に故実研究会発足。
- 1968年（昭和43年）4月 - フランスから人形視察団来会。
- 1969年（昭和44年）11月 - 財団法人・人形美術協会正式発足。人形界初、唯一の文化事業団体として、文部省から公益法人として正式認可される。以後、全日本人形師範会の事業を全面的に吸収し、財団法人として本格活動が始まる。
- 1971年（昭和46年）4月 - 国賓コンゴ共和国モブツ大統領夫人来会。
- 1972年（昭和47年）1月 - ソビエトテレビ、日本文化の取材、撮影に来会。
- 1972年（昭和47年）6月 - ケニア大統領夫人一行来会。
- 1972年（昭和47年）9月 - アメリカ・ポートランド市長夫人来会。
- 1973年（昭和48年）7月 - マダガスカル共和国外相夫人一行来会。
- 1973年（昭和48年）10月 - オーストラリア首相夫人及びバングラデシュ首相令嬢来会。アメリカンクラブ夫人一行来会。
- 1973年（昭和48年）11月 - 長田良夫1年間の人形指導のためエチオピアへ派遣。
- 1974年（昭和49年）2月 - オルトリEC委員長夫人来会。
- 1974年（昭和49年）10月 - マダガスカル共和国整備大臣夫人一行来会。
- 1975年（昭和50年）5月 - イギリス・エリザベス2世女王に『八重垣姫』贈呈。
- 1975年（昭和50年）6月 - カナダ閣僚夫人一行来会。
- 1975年（昭和50年）8月 - フォード大統領夫人に『千代田城』贈呈（訪米中の三木首相夫人より贈呈）。
- 1976年（昭和51年）12月 - 初代会長・創立者谷口緋楽翁逝去（享年46）。
- 1977年（昭和52年）9月 - タイ王国ターニン首相夫人一行来会。
- 1979年（昭和54年）4月 - 協会顧問、吉川観方逝去。
- 1981年（昭和56年）6月 - 西独デュッセルドルフ市ホルテンデパートで人形美術展。
- 1984年（昭和59年）1月 - 佐々木ベジ会長就任。
- 1984年（昭和59年）7月 - 中国・北京で人形美術展開催・日中人形技術交流。
- 1984年（昭和59年）11月 - タイ王国キラー外相夫人一行来会。
- 1984年（昭和59年）12月 - 大平康之理事長逝去（享年65）。
- 1985年（昭和60年）1月 - 新年祝賀会（於国立劇場）松永光文部大臣出席。
- 1985年（昭和60年）2月 - 第20回人形美術展開催（東京・小田急グランドギャラリー）中国大使館賞、アメリカ大使館賞、日本ユニセフ協会賞、サンケイリビング社賞、北京工芸美術品総公司賞、北京燕京書画社賞、中国国際貿易促進委員会北京市分会賞が新設され盛大を極める。

（協会機関紙「緋楽」より抜粋転載）

## 国際交流逸話

### 英国エリザベス女王から礼状
人形美術協会の人形は、海外の元首や王室にも数多く贈られているが、1975年（昭和50年）5月、国賓として来日したイギリスのエリザベス女王には衣装人形が贈られた。女王からは「日本の工芸技術によるすばらしい作品」と鄭重な礼状が届いている。

### フォード大統領夫人への親善使節
1975年（昭和50年）8月、アメリカを訪問した三木首相に伴い訪米した睦子夫人は、人形美術協会が制作した衣装人形「千代田城」を持参し、フォード大統領夫人にプレゼントしている。ベティ夫人は、日本の、この美しい親善使節に大変感激したという。

### チャップリンの最後をみとった市松人形
チャーリー・チャップリンが、スイスの自宅で88歳の生涯を閉じたのは、1977年（昭和52年）のクリスマス。最期をみとったのは、伴淳三郎がスイスの居宅に持参した人形美術協会の市松人形だったという。伴も今は亡き人となったが、大の人形好きで、自宅には、チャップリンの人形の他、人形美術協会制作の衣装人形も飾っていた。市松人形は、伴と日本の心を伝え、永くチャプリンの自室に飾られたという。

## 催事
人形美術協会の重要な催事のひとつに新年祝賀会がある。新年祝賀会は、毎年正月中旬に、役員以下、本部教授・全国支部の師範と門下生が一堂に会し、半蔵門の国立劇場で開催される。時の文部大臣を始め、文化人・政治家・財界のお歴々関係者も年頭の祝賀を述べ、前年に人形芸術の普及・振興活動に貢献のあった教授・師範・会員達が表彰を受けている。
教授会・師範会のメンバーには、文化勲章・文化功労賞の受賞者も多く輩出している。